# Áno Kalliníki
Áno Kalliníki (Ano Kalliniki, Ano Kalenik, Ano Kaliniki) är en ort i Grekland.   Den ligger i prefekturen Nomós Florínis och regionen Västra Makedonien, i den norra delen av landet, 400 km nordväst om huvudstaden Aten. Áno Kalliníki ligger 600 meter över havet och antalet invånare är 275.
Terrängen runt Áno Kalliníki är platt åt nordost, men åt sydväst är den kuperad. Runt Áno Kalliníki är det ganska glesbefolkat, med 22 invånare per kvadratkilometer. Närmaste större samhälle är Florina, 9,4 km söder om Áno Kalliníki. Trakten runt Áno Kalliníki består till största delen av jordbruksmark.